# Kölner Regatta-Verband
Der Kölner Regatta-Verband e. V. ist die gemeinnützige Dachorganisation fast aller Rudersportvereine in der Kölner Bucht.

## Geschichte
1715 wurde erstmals in Großbritannien das Rudern vom bloßen Fortbewegungsmittel zum Wettkampfsport erhoben, wo es allerdings bis 1818 nur an Lehranstalten und Universitäten ausgeübt wurde. 1836 feierte das Rudern mit der Gründung des Hamburger Ruderclubs auch in Deutschland seinen Einzug.
Die Ersten, die in Köln dem Rudern nachgingen, waren Expats aus Großbritannien und Kanada. Insbesondere mit sachkundiger und tatkräftiger Unterstützung des kanadischen Zahnarztes William Patton wurde 1872 von dem Bankier Wilhelm Deichmann jr., dem Verleger Ludwig Dumont, dem Holzhändler Sulpiz Boisserée jr. und dem Tabakfabrikanten Heinrich Minderop der Cölner Ruderclub (CRC) gegründet. Obwohl der CRC in seinen Anfangsjahren als Ausrichter zahlreicher Regatten das Rudern in Deutschland vorantrieb und 1883 zu den Gründungsmitgliedern des Deutschen Ruderverbandes zählte, tritt er seit 1930 unter dem Namen Cölner Club nur noch als reiner Geselligkeitsverein auf.
1875 bekam der CRC mit der Gründung des Cölner Rudervereins „Union“ (CRU) einen ersten Lokalrivalen, dessen Vorstandsmitglieder Julius Classen-Kappelmann und Heinrich Klinz auch Initiatoren des Vorläufers des Kölner Stadtachters waren. Bereits 1900 ging der CRU jedoch in den Kölner Seglerclub über, der nach einer Fusion seit 1968 als Kölner Yachtclub aktiv ist.
Der noch heute älteste aktive Ruderverein Kölns ist der von Wilhelm Priester, Franz Odendall und Felix Werres gegründete Kölner Ruderverein von 1877 (KRV), der gemeinsam mit dem CRC zu den Gründungsmitgliedern des DRV zählte und bis 1885 unter dem Namen Cölner Rudergesellschaft von 1877 auftrat. Die im Jahr darauf von Bernhard Potthast gebildete namensähnliche Kölner Rudergesellschaft von 1886 musste aus damals nicht unüblichen Haftungsgründen eine Neugründung vollziehen und ist seitdem als Kölner Rudergesellschaft 1891 (KRG) aktiv.
Unter Führung des KRV und der KRG entstand 1913 schließlich als sportpolitische Interessenvertretung der Kölner Regatta-Verband, dem sich weitere Rudersportvereine aus der Region anschlossen.

## Tätigkeit
Der Kölner Regatta-Verband vertritt seine Mitglieder gegenüber der Politik und anderen Institutionen. Er veranstaltet darüber hinaus verschiedene Benefiz-, Nachwuchs- und Spitzensportregatten zur Förderung des Breitensports. Ferner ist der Kölner Regatta-Verband Vollmitglied des Deutschen Ruderverbandes.
Zu internationaler Anerkennung gelangte der Kölner Regatta-Verband durch die erfolgreiche Ausrichtung von Ruderregatten im Leistungssport. Das Highlight der über hundertjährigen Verbandsgeschichte war die Ausrichtung der Ruder-Weltmeisterschaften 1998 des Weltruderverbandes.
An seiner Spitze steht seit 2012 der Erste Vorsitzende Jens Wiesner.

## Vereine des Kölner Regatta-Verbandes
- Bonn
  - Akademischer Ruderclub „Rhenus“ Bonn
  -  Bonner Ruder-Gesellschaft
  - Wassersportverein Godesberg

- Dormagen
  - Dormagener Rudergesellschaft „Bayer“

- Bad Honnef
  - Wassersportverein Honnef

- Hürth
  - Hürther Rudergesellschaft

- Köln
  - Club für Wassersport Porz
  -  Kölner Club für Wassersport
  -  Kölner Rudergesellschaft 1891
  -  Kölner Ruderverein von 1877
  - Kölner Ruder-Club „Köln 71“
  - Telekom-Post-Sportgemeinschaft Köln – Ruderabteilung
  - Mülheimer Wassersport
  -  Ruder- und Tennis-Klub „Germania“
  - Ruderverein Kreuzgasse
  -  Schülerruderverein Kreuzgasse Köln von 1911
  -  Sport-Club „Janus“ Köln
  - Verein zur Förderung des Schülerruderns am Gymnasium Kreuzgasse Köln

- Leverkusen
  -  Ruder-Tennis-Hockey-Club „Bayer“ Leverkusen

- Siegburg
  -  Siegburger Ruderverein